# Brasserie De Leite
Vous pouvez aider à l'améliorer ou bien discuter des problèmes sur sa page de discussion.
- Il ne cite pas suffisamment ses sources. Vous pouvez indiquer les passages à sourcer avec {{référence nécessaire}} ou {{Référence souhaitée}}, et inclure les références utiles en les liant aux notes de bas de page. (Marqué depuis juillet 2019)
- Il contient une ou plusieurs listes. Le texte gagnerait à être rédigé sous la forme d’un ou plusieurs paragraphes synthétiques, afin d’être plus agréable à lire. (Marqué depuis avril 2021)

- Archive Wikiwix
- Bing
- Cairn
- DuckDuckGo
- E. Universalis
- Gallica
- Google
- G. Books
- G. News
- G. Scholar
- Persée
- Qwant
- (zh) Baidu
- (ru) Yandex
- (wd) trouver des œuvres sur Wikidata

La Brasserie De Leite (en néerlandais : Brouwerij De Leite) est une brasserie artisanale belge située à Ruddervoorde dans la commune d'Oostkamp  entre Bruges et Roulers, en province de Flandre-Occidentale. 

## Histoire
La brasserie est fondée en avril 2008 par le brasseur amateur Luc Vermeersch, en collaboration avec Etienne Van poucke et Paul Vanneste. Les deux premiers avaient suivi un cours de brassage à la brasserie Alvinne. En février 2011, la capacité de la brasserie est élargie avec de plus grandes chaudières de brassage. La brasserie dispose d’une marmite à ébullition de 62,5 hl, d’un bol à filtre de maïs d’une capacité de 80 hl (dans laquelle sont habituellement brassées 30 hl), d’un réservoir de levure refroidie d’un volume de 50 hl et d’un réservoir de 60 hl. La première bière commercialisée était la Femme Fatale, une bière blonde, légèrement ambrée titrant 6,5% en volume d'alcool.

## Bières
Bien que située en région flamande, la brasserie produit une dizaine de bières qui ont la particularité de porter des noms de personnages en langue française :
- Femme Fatale, bière blonde ambrée, 6,5%
- Bon Homme, bière rouge-brun, 6,5%
- Enfant Terriple, bière blonde, 8,2%
- Ma Mère Spéciale, bière blonde dorée, 6%
- Cuvée Mam'zelle, bière blonde, 8,5%
- Cuvée Jeun'homme, bière blonde, 6,5%
- Cuvée Soeur'Ise, bière fruitée à la cerise provenant de l'Enfant Terriple vieillie en fût, 8,5%
- Fils à Papa, bière dont la recette varie à chaque brassin.
- Merci Maman, bière blonde, 6%